# Solvita Āboltiņa
Solvita Āboltiņa   (Ogre, 19 de febrer de 1963) és una política letona, va ser Presidenta del Saeima des del 2 de novembre de 2010 al 4 de novembre del 2014.
Es va graduar en Dret a la Universitat de Letònia, va treballar en el Ministeri d'Afers Exteriors. Políticament es va involucrar amb el partit Nova Era de centre-dreta, on va ser la seva presidenta el 2008, quan el partit es va fusionar amb l'acabat de fundar Unitat, va continuar exercint amb les funcions de president. El 2014 va ser novament reafirmada al càrrec.
Mentre als anys previs havia estat escollida membre del Saeima i es va unir al govern d'Aigars Kalvītis amb el càrrec de Ministre de Justícia entre el 2004 i el 2006. Va ser reelegida diputada i el 2010 es va convertir en president del Saeima, on es va confirmar en les eleccions posteriors ocupant el mencionat càrrec fins al 4 de novembre del 2014.